# Saijō no meii
Saijō no meii (最上の命医?) (letteralmente "Il miglior chirurgo"), è una serie manga shōnen giapponese creata da Takashi Hashiguchi. In Giappone è serializzato nel Weekly Shōnen Sunday, a partire dalla prima uscita del 2008. I capitoli pubblicati non sono ancora stati raccolti in tankōbon.

## Trama
La storia tratta di un giovane ragazzo, conosciuto col nome di Mikoto Saijō, che da bambino venne salvato da un abilissimo chirurgo. Dopo la convalescenza, il ragazzo decide di dedicare la sua intera esistenza per diventare il più grande pediatra.